# Swentec
Swentec, Sveriges miljöteknikråd var en delegation under Näringsdepartementet som hade den samordnande rollen för svensk miljöteknik. Swentec bildades 2005 inom ramen för Nutek men övergick i april 2008 att lyda direkt under Näringsdepartementet. Swentec hade Sveriges regerings uppdrag att på en nationell nivå utveckla en effektiv struktur som ökade tillväxten för svensk miljöteknik. Det näringspolitiska uppdraget innebar att stärka svenska företags affärsmöjligheter och konkurrenskraft inom miljöteknik, miljöanpassade varor, tillverkningsprocesser och tjänster.
På Swentecs webbplats presenteras affärskontakter och aktuella affärsmöjligheter inom miljöteknik/cleantech samt kartläggningar och fakta om svensk miljöteknik inom områden som; Bioenergi, Buller, Byggande & boende, Energieffektivisering, Fjärrkyla & fjärrvärme, Luftrening, Marksanering, Miljökonsulter, Solenergi, Systemteknik, styr- & reglerteknik, Transporter, Utbildningstjänster, Vattenreningsteknik, Vattenkraft, Vindkraft och Vågkraft. 
Swentec leddes av ett råd bestående av delegater från näringslivet och den politiska sfären. Ordförande för rådet var Kristina Alsér medan kansliets arbete leddes av verksamhetschefen Berit Gullbransson. 
Den 29 november 2010 avslutades Swentecs uppdrag i och med överlämnandet av en slutrapport till regeringen. 
Följande rapporter kan fortfarande beställas från swentec:
- Slutbetänkande av Sveriges miljöteknikråd, N2008:2, 2010
- Handlingsplan för svensk miljöteknik, 2010
- Action Plan for Swedish Cleantech, Swentec, 2010
- Guide till upphandling av miljöteknik, Swentec, 2010
- Svenska strategier och initiativ för främjande av miljöteknik, 2008
- Swedish strategies and initiatives for promotion of environmental technology, 2008
- En kartläggning av svensk avfallshantering och återvinning, 2008
- Hur kan kompetensen hos kommunerna användas vid miljöteknikexport? 2008
- Hur stöttas miljötekniksektorn av de statliga aktörerna, 2007
- Svensk miljöteknik i siffror, 2006